# ألبير الأول أمير موناكو
ألبير الأول (ألبير أونوريه شارل غريمالدي؛ 13 نوفمبر 1848 - 26 يونيو 1922)؛ كان أمير موناكو، اعتبر شخصية بارزة في تاريخ الإمارة الصغيرة والعلوم البحرية، وكان عالم محيطات مشهورًا وسياسيًا فرنسيًا، وأسهم بشكل كبير في البحث العلمي والاستكشاف البحري، هو ابن شارل الثالث أمير موناكو وزوجته البلجيكية أنطوانيت دو ميرود كانت خالة ماريا فيتوريا دال بوزو ملكة إسبانيا، درس في كلية ستانيسلاس في باريس، عندما كان شابا خدم الأمير ألبير في البحرية الإسبانية كملاح، وخلال الحرب الفرنسية البروسية انضم إلى البحرية الفرنسية، كان عضوًا في عدة أكاديميات علمية مرموقة مثل أكاديمية سانت بطرسبورغ للعلوم والأكاديمية الروسية للعلوم والأكاديمية البريطانية للعلوم، وحصل على العديد من الجوائز والأوسمة تقديرًا لإسهاماته في العلوم: بما في ذلك وسام جوقة الشرف وميدالية ألكسندر أغاسيز وميدالية كولوم الجغرافية، وأيضا كان مهتماً بأصول الإنسان الأول، كان متزوجًا مرتين أولاً من ليدي ماري فيكتوريا هاميلتون الإنجليزية وحفيدة كارل لودفيغ فريدرش دوق بادن الأكبر أنجبت له ابنه الوحيد وخليفته لويس الثاني انفصلت عنه وتم طلاق في 1880، ومع 1889 اعتى عرش الإمارة مع وفاة والده تزوج ثانيةً من أليس هاين اليهودية ذو جذور ألمانية ولها أقارب في برلين وباريس، ومع جدير بالذكر إنشا ألبير الأول في 1911 رالي مونت كارلو هو سباق سيارات الذي كان مصمم لجذب السياح إلى موناكو والكازينو الشهير، كان له دور كبير في تعزيز مكانة موناكو كمركز للثقافة والعلوم وخاصة في مجال علم المحيطات، وقد كرّس الكثير من حياته لهذا الشأن، مما أكسبه سمعة طيبة في الأوساط العلمية الدولية، ويُذكر أنه كان له تأثير كبير على تطوير السياسات البيئية والمحافظة على البحار، وفي الوقت نفسه كان يُعتبر حاكمًا مستنيرًا واهتم برفاهية شعبه وتقدم إمارته، منح دستوراً الأول للإمارة في عام 1911، وقد تُركت بصماته على العديد من المؤسسات والمبادرات التي أسسها أو التي دعمها، والتي لا تزال قائمة حتى اليوم كشهادة على إرثه الغني، ومن المثير للاهتمام أن الأمير ألبير الأول كان أيضًا جد الأمير رينيه الثالث من ناحية والدته والذي تزوج من الممثلة الأمريكية غريس كيلي، وهو ما أضاف بُعدًا جديدًا للإمارة من حيث الشهرة والجاذبية العالمية، ويُعتبر الأمير ألبير الأول مثالًا للحاكم الذي يجمع بين الواجبات السياسية والشغف بالعلم.
شكل ألبير الأول مجموعة من الطوابع البريدية استمر خليفته لويس الثاني في استكمال المجموعة لاحقا أصبحت أخيراً جزءاً من متحف رينييه الثالث البريدي الذي تم إنشاؤه في عام 1950، وفي 2001 إنشاء الأمير رينيه الثالث بمعاونة مع الرابطة الدولية للعلوم المحيطات الفيزيائية جائزة وسام الأمير ألبير الأول في العلوم الفيزيائية والكيميائية المتعلقة بالمحيطات تكريما له، ظهر أيضا ألبير الأول على عملة تذكارية بقيمة 2 يورو أصدرتها إمارة موناكو في عام 2022.
توفي الأمير ألبير الأول في 1922 في باريس، ودفن في كاتدرائية موناكو.